# هارولد جون فينلاي
هارولد جون فينلاي (بالإنجليزية: Harold John Finlay)‏ هو عالم رخويات ‏ نيوزيلندي، ولد في 22 مارس 1901 في كوميلا في بنغلاديش، وتوفي في 7 أبريل 1951.